# Pierre Belon
Pierre Belon, noto anche come Pierre Belon Le Mans, o con il nome latinizzato Petrus Bellonius Cenomanus (Souletière, 1517 – Parigi, aprile 1564), è stato un naturalista, scrittore e diplomatico francese.
Come molti altri poligrafi del Rinascimento, scrisse e studiò diversi argomenti, tra cui ittiologia, ornitologia, botanica, anatomia comparata, architettura ed egittologia. Ivan Pavlov lo chiamò "il profeta dell'anatomia comparata".

## Biografia
Belon nacque nel villaggio di Souletière vicino a Cérans-Foulletourte. La sua famiglia non era ricca e da ragazzo, lavorò come apprendista in una farmacia di Foulletourte. Successivamente (c. 1535) fu un farmacista al servizio del vescovo di Clermont, Guillaume Duprat. Viaggiò poi dalle Fiandre all'Inghilterra, prendendo un vivo interesse per la zoologia. Quando tornò in Alvernia fu aiutato da René du Bellay, vescovo di Le Mans, a studiare presso l'Università di Wittenberg con il botanico Valerio Cordo (1515-1544). Viaggiò in Germania con Cordo e al suo arrivo a Thionville, venne arrestato con il sospetto che fosse un luterano. Fu rilasciato per l'intervento di un certo Dehamme che era un ammiratore del suo amico di Parigi, il poeta Ronsard. Intorno al 1542 studiò medicina a Parigi ed ottenne una licanza ma non prese mai la laurea. Con la raccomandazione di Duprat, divenne farmacista del cardinale François de Tournon. Sotto il patronato del cardinale fu in grado di intraprendere ampi viaggi scientifici. A partire dal 1546 si recò in Grecia, a Creta, in Asia Minore, Egitto, Arabia e Palestina, tornando nel 1549. Sperava di trovare i resti della Troia di Omero nel Levante, ma non vi riuscì. Un resoconto completo di illustrazioni delle sue Observations in questo viaggio, venne pubblicato a Parigi nel 1553. Tornando alla casa del cardinale de Tournon, a Roma per il conclave, Belon incontrò i naturalisti Guillaume Rondelet e Hippolyte Salviani. Tornato a Parigi, con i suoi appunti cominciò a pubblicare quanto aveva raccolto nei suoi viaggi. Nel 1557 riprese a viaggiare, questa volta nel nord Italia, Savoia, Delfinato e Alvernia.
Belon fu un favorito sia di Enrico II sia di Carlo IX che gli concesse il suo alloggio nello Château de Madrid nel Bois de Boulogne: lì iniziò la traduzione di Pedanio Dioscoride e Teofrasto. Fu assassinato dai briganti una sera di aprile del 1564, mentre arrivava da Parigi attraverso il bosco.

## Opere

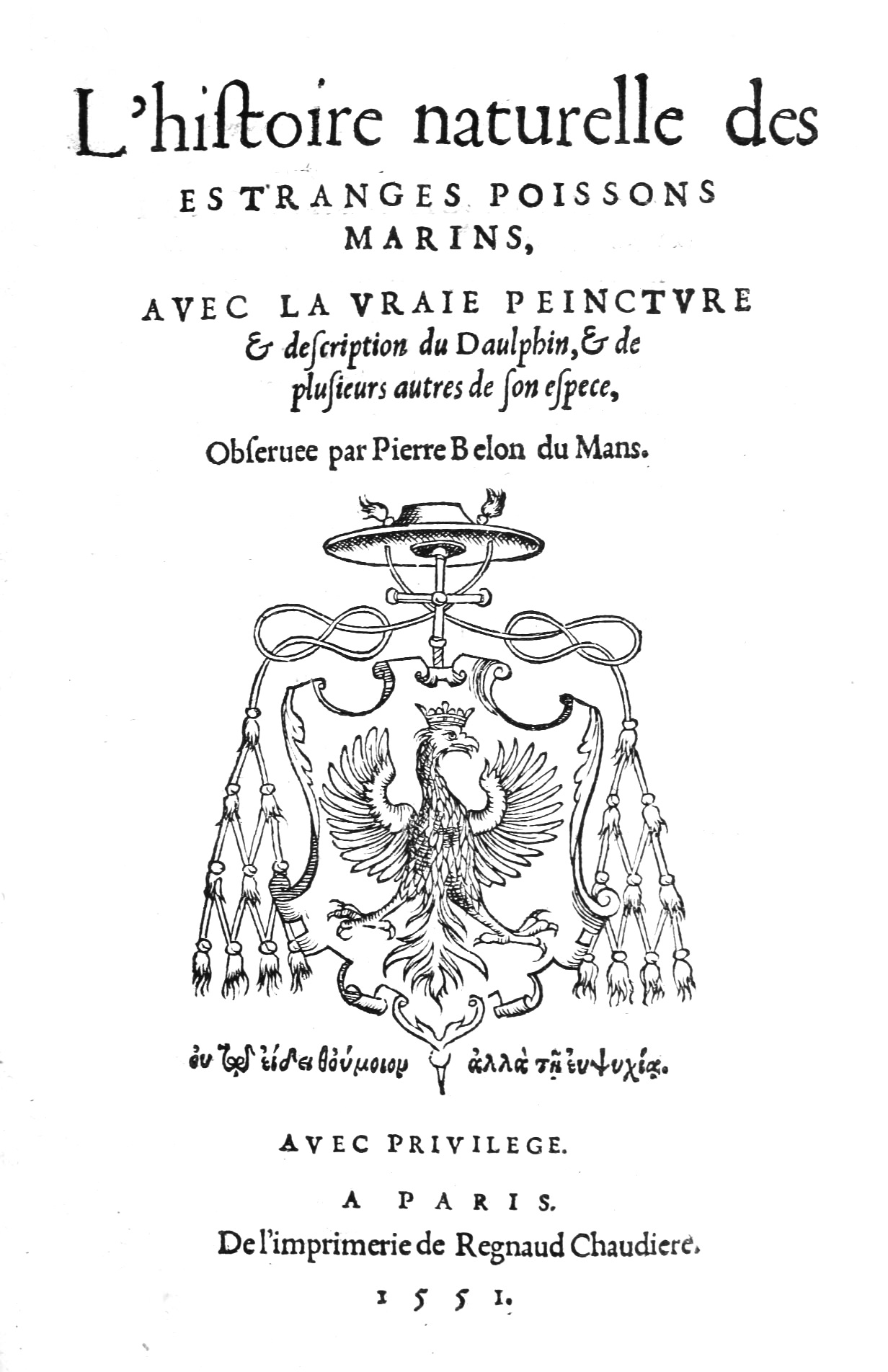
Frontespizio de L'histoire naturelle des estranges poissons marins, 1551

Belon era un tipico studioso del Rinascimento e nella sua vita si interessò a "tutti i tipi di discipline". Era interessato a zoologia, botanica e all'antichità classica. Oltre al racconto dei suoi viaggi scrisse numerose opere scientifiche di notevole valore, in particolare Histoire naturelle des estranges poissons (1551), De aquatilibus (1553). Le sue opere vennero tradotte da Charles de l'Écluse e tenute in alta stima da Ulisse Aldrovandi.

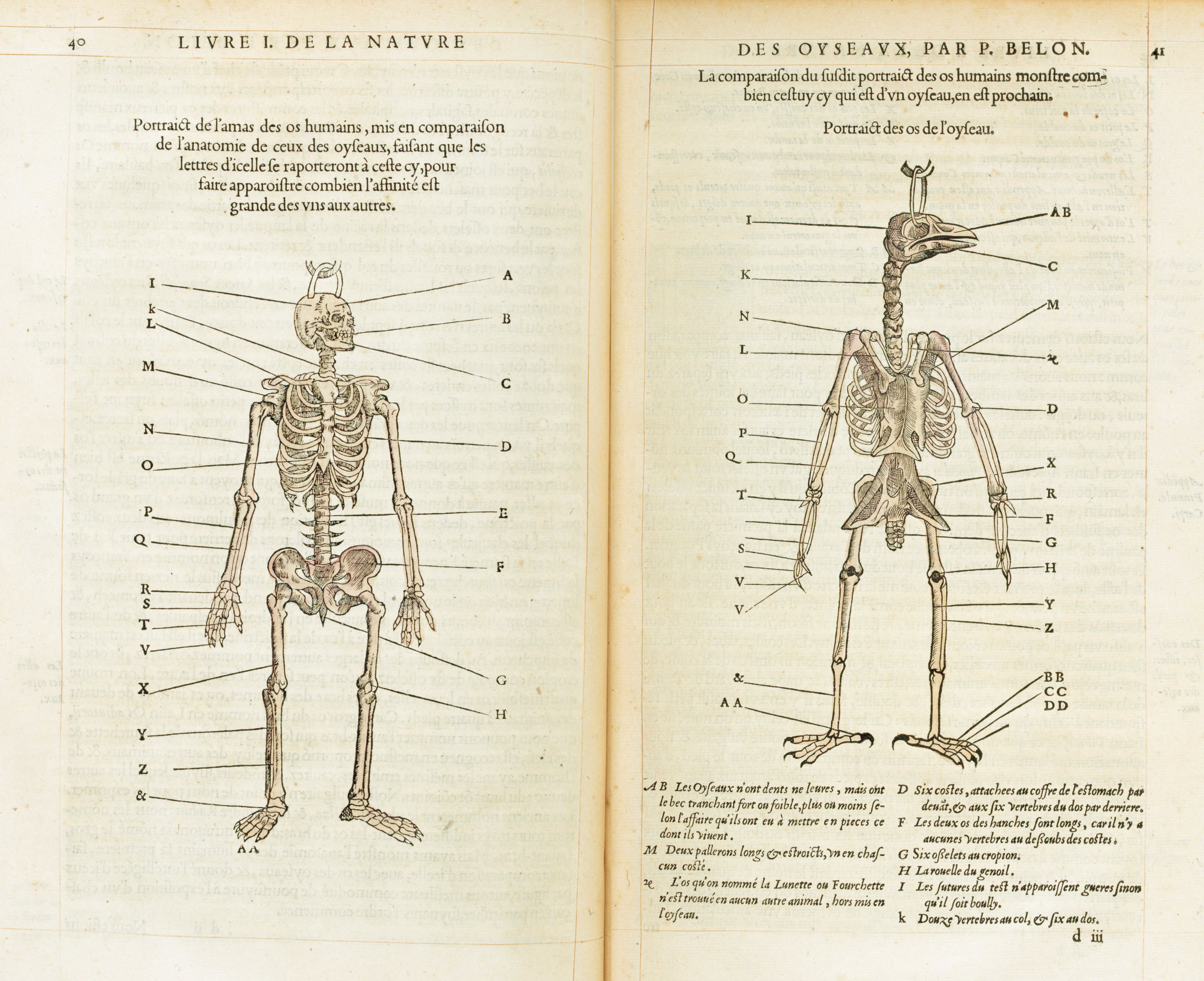
Comparazione dello scheletro di un uccello e di un uomo ne L'histoire de la nature des oyseaux, 1555

Nella sua L'Histoire de la nature des oyseaux (1555) incluse due figure di uno scheletro umano e di quello di un uccello confrontando le ossa omologhe. Questo raffronto è comunemente considerato uno dei primi esempi di anatomia comparata.

### Pubblicazioni
Tutte furono prima pubblicate a Parigi.
- 1551  L'histoire naturelle des estranges poissons marins.... A quel tempo il concetto di pesci includeva tutti gli animali acquatici e mammiferi; inclusa nel libro la prima illustrazione francese di un ippopotamo.[4]
- 1553 De aquatilibus libri duo. Una traduzione in francese di questo trattato di pesci, un fondamento della moderna ittiologia, pubblicata in tre edizioni a Parigi, 1555; volume ristampato a Francoforte e Zurigo.
- 1553 (LA) De arboribus coniferis, resiniferis, aliis quoque nonnullis sempiterna fronde virentibus, Paris, Guillaume Cavellat. Un testo base su conifere, pini e sempreverdi.
- 1553 De admirabili operi antiquorum et rerum suspiciendarum praestantia.... Trattato sulle abitudini funerarie nell'antichità, in tre volumi, dei quali il secondo sulla mummificazione (De medicato funere seu cadavere condito et lugubri defunctorum ejulatione) e il terzo (De medicamentis nonnullis, servandi cadaveris vim obtinentibus).
- 1554 Les observations de plusieurs singularitez et choses memorables trouvées en Grèce, Asie, Judée, Egypte, Arabie et autres pays étrangèrs.
- 1555 Observations, edizione rivista; tradotta in latino da Carolus Clusius, 1589.
- 1555 (FR) L'histoire de la nature des oyseaux, Paris, Guillaume Cavellat.
- 1557 (FR) Portraits d'oyseaux, animaux, serpens, herbes, arbres, hommes et femmes, d'Arabie et Egypte, Paris, Guillaume Cavellat.

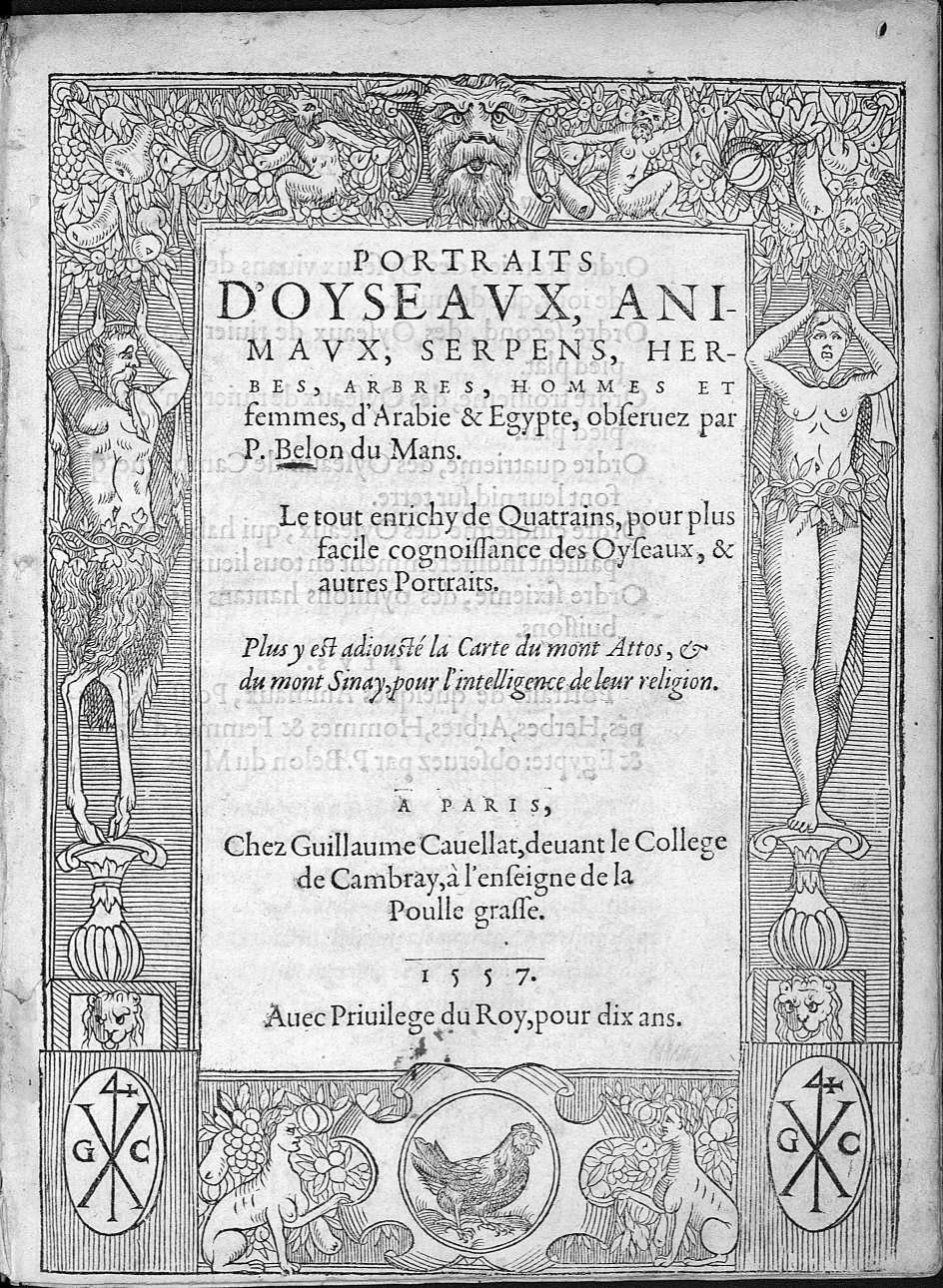
Portraits d'oyseaux, animaux, serpens, herbes, arbres, hommes et femmes, d'Arabie et Egypte, 1557

## Intitolazioni
Un genus della famiglia di piante Gesneriaceae venne nominato Bellonia in suo onore da Charles Plumier. Una statua di Belon venne eratta a Le Mans nel 1887.